# Eumiopteryx laticollis
Eumiopteryx laticollis es una especie de mantis de la familia Thespidae.

## Distribución geográfica
Se encuentra en Bolivia, Brasil y Paraguay.